# Monumento a Bucky O'Neill
El Monumento a Bucky O'Neill (en inglés: Bucky O'Neill Monument) también conocido como Rough Rider Monument, es una escultura ecuestre de Buckey O'Neill realizada por Solon Borglum. Se encuentra ubicado en Courthouse Plaza, Prescott, Arizona al suroeste de Estados Unidos.  Fue inaugurado el 3 de julio de 1907 y fue rededicado el 6 de junio de 1982, y de nuevo el 3 de julio de 1998.  La inscripción dice: "Erigido por Arizona en honor de la primera caballería voluntaria de Estados Unidos, conocida en la historia como Rough Riders de Roosevelt, y en memoria de Capitán William O. O'Neill y sus camaradas que murieron sirviendo a su país en la guerra con España".